# Przetrząsacz

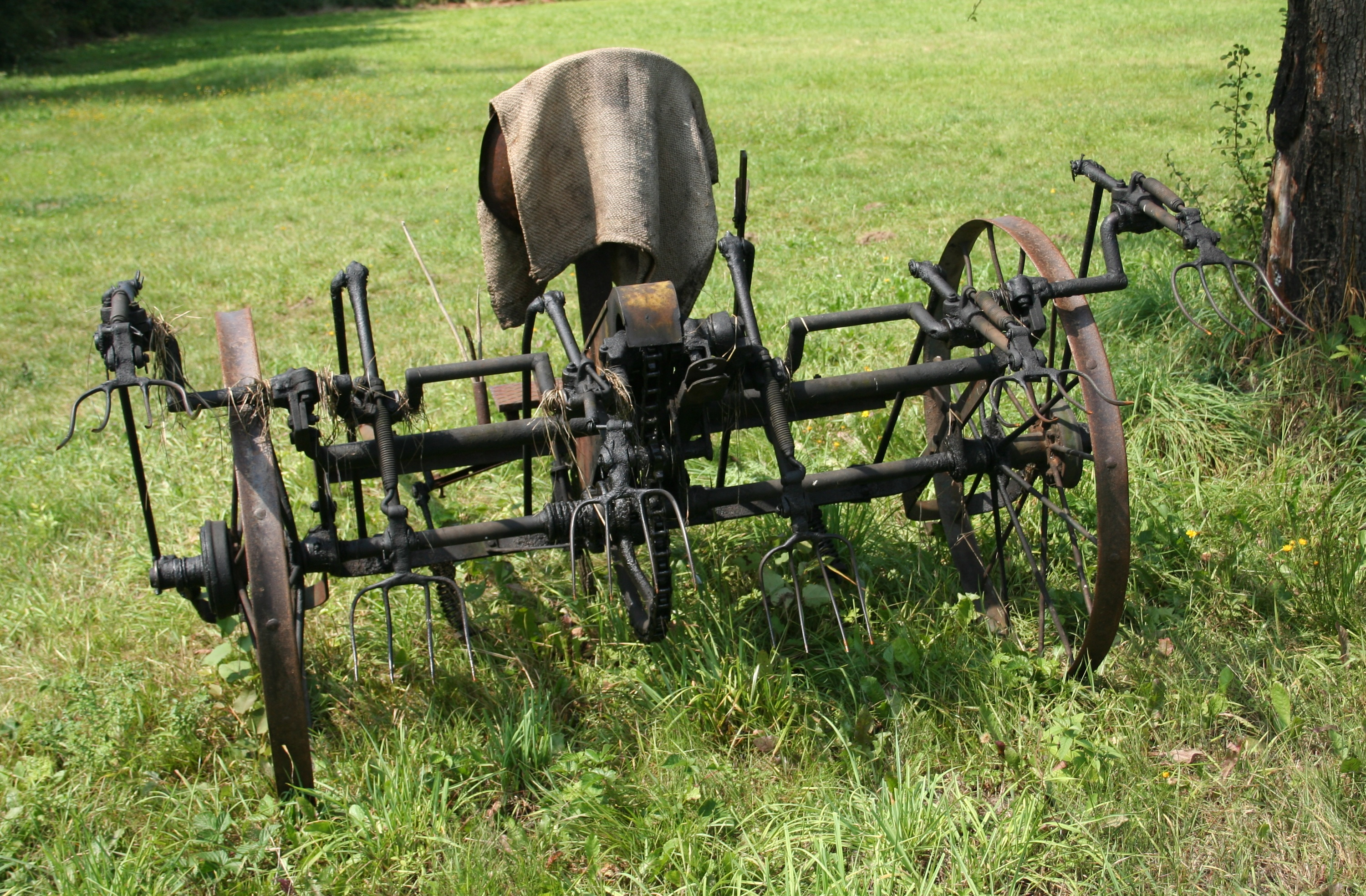
Przetrząsacz widłowy

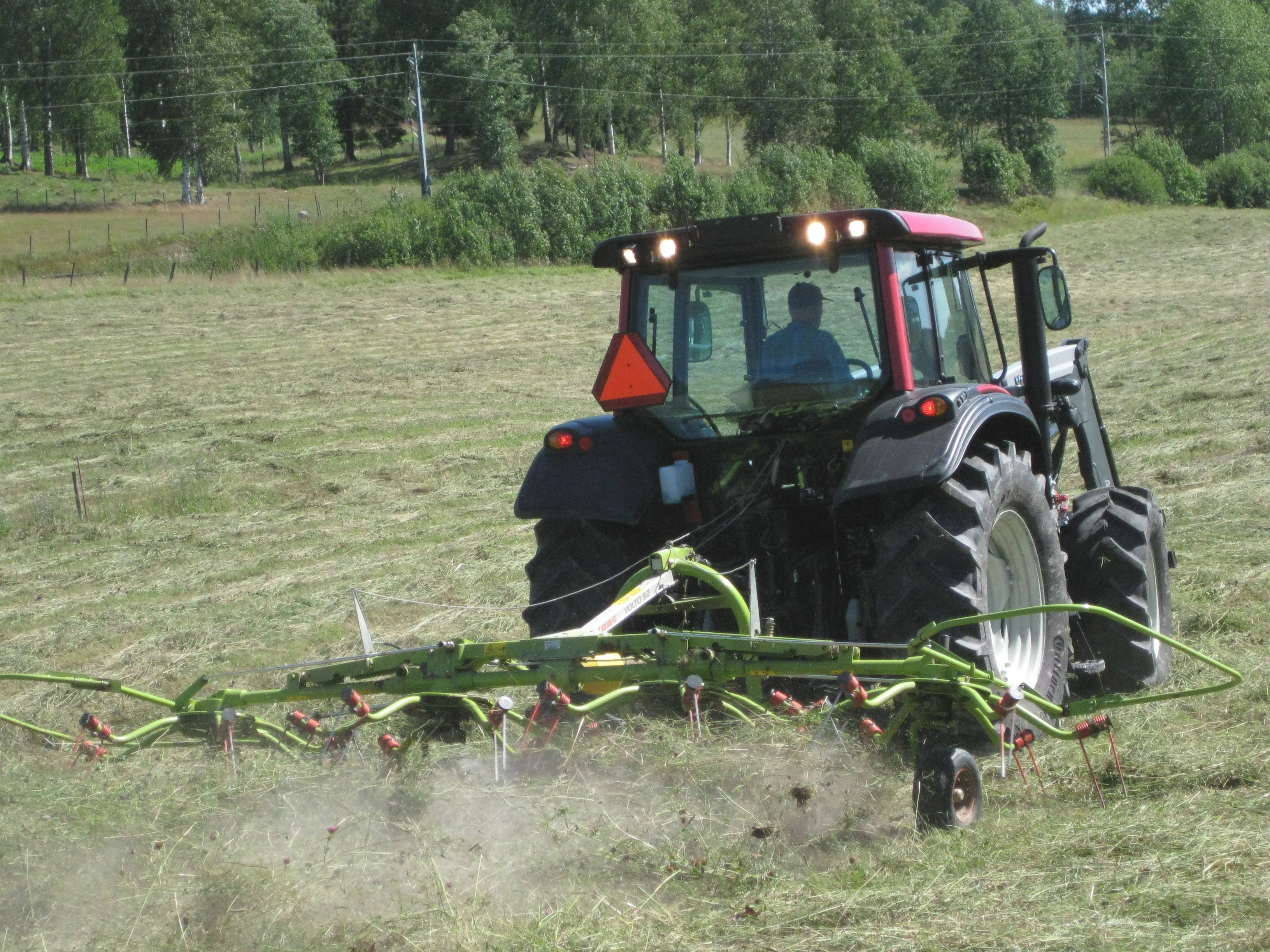
Przetrząsacz Claas Volto 52

Przetrząsacz – maszyna rolnicza używana przy sianokosach. Służy do przetrząsania trawy lub siana, aby w ten sposób przyśpieszyć proces suszenia. Obecnie zazwyczaj występuje jako przetrząsaczo-zgrabiarka, która w zależności od ustawień może pracować jako przetrząsacz lub jako zgrabiarka.